# Phedina borbonica
La golondrina de las Mascareñas (Phedina borbonica)
 es una especie de ave paseriforme de la familia Hirundinidae que se reproduce en Madagascar y las islas Mascareñas. La subespecie nominal habita en Mauricio y Reunión y nunca se ha encontrado lejos de las islas Mascareñas, pero la subespecie más pequeña de Madagascar, P. b. madagascariensis, es migratoria y se ha registrado invernando en África Oriental o como vagabundo en otras islas del océano Índico.
Es una pequeña golondrina con las partes inferiores pardas que se vuelven blancas en la garganta y la parte inferior del abdomen. Las partes dorsales son gris oscuro-marrón y la cola ligeramente bifurcada. Las partes inferiores están fuertemente manchadas de negro. Anida en pequeñas colonias en cualquier lugar con sitios adecuadamente protegidos para construir un nido, como cornisas, edificios, túneles, cuevas o entre rocas. El nido es un cuenco poco profundo de ramas y otros materiales vegetales, y la puesta normal es de dos o tres huevos blancos con manchas marrones. Los tiempos de incubación y emplume son desconocidos. Tiene un vuelo pesado con aleteos lentos entremezclados con deslizamientos, y se posa con frecuencia en cables. Se alimenta de insectos en vuelo, cazando a menudo a baja altura sobre el suelo o vegetación. En África oriental, los hábitats abiertos tales como las áreas deforestadas son utilizadas con frecuencia para cazar. Un cierto número de parásitos internos y externos han sido detectados en esta especie.
Los ciclones tropicales pueden afectar negativamente a las poblaciones de las islas más pequeñas, pero es un ave común a escala local con una población aparentemente estable y está clasificada como especie de «preocupación menor» por la Unión Internacional para la Conservación de la Naturaleza (IUCN). Su protección legal varía de «ninguna» en el departamento de ultramar francés de Reunión a «especies de la fauna silvestre para la que se han previsto penas más severas» en Mauricio.

## Taxonomía

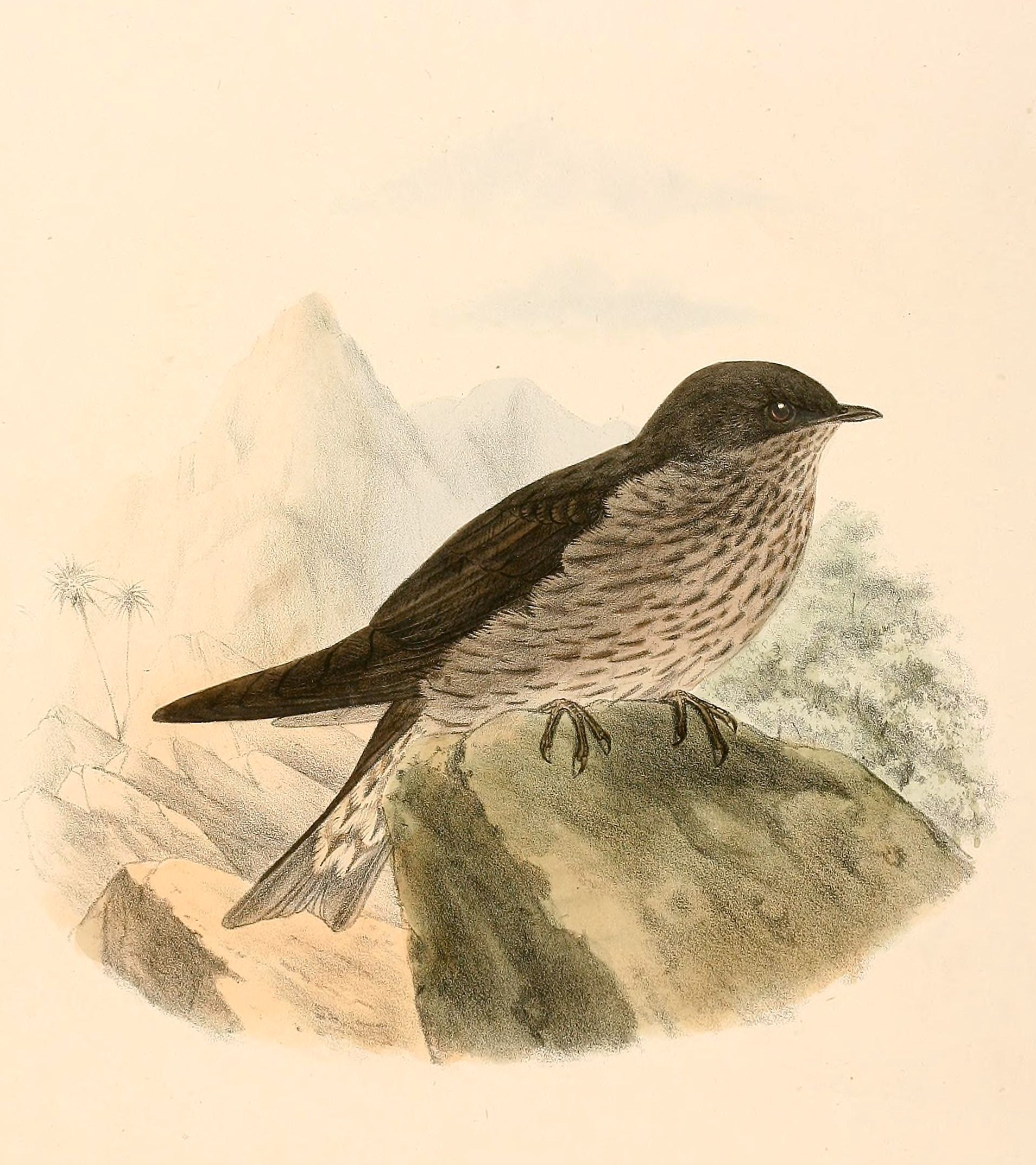
Subespecie mascareña por Claude W. Wyatt, 1894.

Fue descrita por primera vez en 1789 como Hirundo borbónica por el zoólogo alemán Johann Friedrich Gmelin en la 13.ª edición del Systema Naturae de Linnaeus. Es probable que la especie haya sido descrita previamente por el naturalista francés Philibert Commerson quien murió en Mauricio en 1773. Su enorme colección de especímenes y notas fue enviada de regreso al Museo de París en 1774, pero destruida por fumigación de azufre alrededor 1810. El biólogo francés Charles Lucien Bonaparte lo movió al género recién creado Phedina en 1855. El nombre del género se deriva del griego phaios (φαιός) «marrón» y el italiano rondine «golondrina», y el nombre de la especie se refiere a la Île de Bourbon (antiguo nombre francés para Réunion). Existen dos subespecies, la nominal P. borbonica borbonica en Mauricio y Réunion y P. b. madagascariensis en Madagascar.
Las golondrinas de Phedina son colocadas dentro de la subfamilia Hirundininae, que comprende todas las golondrinas y vencejos excepto los muy distintivos aviones de río. Estudios de secuencias de ADN sugieren que existen tres grandes grupos dentro de Hirundininae, ampliamente correlacionandos con el tipo de nido construido. Estos grupos son los «vencejos básicos», incluyendo las especies excavadoras como el avión zapador (Riparia riparia); los «adoptadores de nidos», que son aves como la golondrina bicolor (Tachycineta bicolor) que utiliza cavidades naturales; y los «constructores de nidos de barro», como la golondrina común (Hirundo rustica), que construyen un nido de lodo. Las especies de Phedina anidan en madrigueras y por lo tanto pertenecen a los «vencejos básicos».
Se cree que el género Phedina es una rama precoz del linaje principal de golondrinas, aunque el plumaje rayado de sus dos especies sugiere una relación distante con las especies africanas de  Hirundo . El otro miembro del género es la golondrina del Congo (P. brazzae), aunque en el pasado se ha sugerido que esta última debería ser trasladada a su propio género, Phedinopsis, debido a las diferencias significativas en las vocalizaciones y tipo de nido. La relación más cercana de las dos golondrinas Phedina es el avión cinchado, Riparia cincta, que no parece estar estrechamente relacionado con los otros miembros de su género actual y se asemeja a la golondrina del Congo en sus hábitos de anidación y llamadas. La práctica actual recomendada por la Asociación de Comités de Registros y Rarezas de Europa (AERC) es mover el avión cinchado a su propio género como Neophedina cincta, en lugar de fusionarlo en Phedina, dado que su mayor tamaño, diferencias en el pico y la forma de las fosas nasales y la anidación no colonial lo diferencian de las actuales especies en Phedina.
El ornitólogo alemán Gustav Hartlaub separó la población de golondrinas de Madagascar de las de las Mascareñas como especie completa, P. madagascariensis, pero las autoridades recientes la consideran sólo como una subespecie, P. b. madagascariensis.